# App (Film)
APP (Alternativtitel: Android) ist ein niederländischer Spielfilm aus dem Jahre 2013, der von Bobby Boermans inszeniert wurde und mit Hannah Hoekstra in der Hauptrolle besetzt ist.

## Handlung
Der Film beginnt mit dem Tod einer verunsicherten jungen Frau, die in Panik ihr Auto verlässt und von einem Zug überfahren wird. Anschließend macht die Handlung einen Sprung in die Gegenwart: Die attraktive Studentin Anna lebt in den Niederlanden und studiert Psychologie und Philosophie. Ihr Bruder liegt im Krankenhaus, da er seit einem Motorradunfall schwerwiegende Probleme mit seinen Beinen hat. Ein Unternehmen, das eine elektronische Hilfe für Muskelstimulation testet, ist in seine Heilung involviert. Der junge Mann befindet sich auf dem Weg der Besserung. Anna ist Single und wird von ihrer Freundin dazu überredet, eine Studentenparty zu besuchen. Als sie gewahr wird, dass die Party von ihrem Ex-Freund organisiert wird, will die junge Frau zunächst gehen. Dann kommt es jedoch zu einem Gespräch zwischen dem einstigen Pärchen, in dem Annas ehemaliger Freund erstmals darüber spricht, dass er eigentlich Informatiker ist und seine Ex-Freundin unter tragischen Umständen verloren hat. Als Anna am nächsten Morgen mit einem Kater erwacht, erinnert sie sich nicht mehr genau daran, wie der Abend eigentlich abgelaufen ist.
Sie sieht, dass sich auf ihrem Smartphone die mobile App IRIS befindet und diese sie per Sprachausgabe „bittet“ eingerichtet zu werden, was Anna auch tut. Zunächst ist die App ganz nützlich. Sie kann Fragen beantworten und Anna freut sich über das nützliche Tool. Als sie im Hörsaal von ihrem aus Osteuropa stammenden Professor eine Frage gestellt bekommt, meldet sich IRIS bei ihr und schickt ihr die Antwort per SMS. Anna denkt nicht darüber nach, wie das Smartphone von selbst aufwachen und IRIS wissen konnte, dass sie die Frage beantworten muss. Kurze Zeit darauf entwickelt sich IRIS jedoch immer mehr zum Alptraum: Ein Kurzvideo, das von Annas Smartphone aus gedreht wurde, wird selbstständig an betroffene Personen verschickt. IRIS aktiviert Annas Webcam und filmt Anna ungewollt nackt. Als Anna in einem Hifi-Geschäft auftaucht, erscheint plötzlich ein Kurzfilm aus ihrer Wohnung auf sämtlichen Fernsehern. Die junge Frau versucht IRIS zu deinstallieren, was aber nicht gelingt. Als Anna ein neues Smartphone kauft, erscheint IRIS auch dort. Kurz darauf beginnt IRIS Menschen zu töten. Der Professor wird durch verfängliche Videos vor seinen Studenten in den Selbstmord getrieben und Annas beste Freundin stirbt beim Tauchen an einem Stromschlag. Ein weiterer Bekannter Annas stirbt durch eine Manipulation an einer Ampel. IRIS ist allgegenwärtig und allmächtig. Sie kann technische Geräte manipulieren, sodass Anna gezwungen ist, nicht nur um ihr Leben, sondern auch das ihres Bruders zu kämpfen. Im Krankenhaus wird ihr klar, dass ihr Ex-Freund und der behandelnde Arzt ihres Bruders hinter der Verschwörung stecken. Hinter ihrem Handeln stecken handfeste finanzielle Interessen im Zusammenhang mit der Medizinsoftware. Auch der Tod der jungen Frau am Anfang des Films wird nun aufgeklärt: Es war die Freundin ihres Ex-Freundes, die sich vor einen fahrenden Zug warf, nachdem ihre Eltern sie zu einer Abtreibung gedrängt hatten. Auf dem Dach des Krankenhauses kommt es zum Showdown, bei dem die Übeltäter sterben. IRIS ist nicht mehr existent und Anna kann das Leben ihres Bruders retten. Einige Zeit später besteigen sie und ihr Bruder ein Passagierflugzeug und auf einem der Bildschirme des Cockpits erscheint IRIS.

## Produktion und Second-Screen-Einsatz
Im Dezember 2012 begannen die Dreharbeiten zum Film. Die Planung ging dahin, bei der Ausstrahlung Second-Screen-Technik zu verwenden. Die Betrachter des Films konnten parallel zum Film Zusatzinformationen über mobile Geräte herunterladen bzw. ansehen. Die Zuschauer konnten andere Kamerawinkel sehen und einige Artikel zur Handlung lesen. FirstShowing.net fand in einer Umfrage heraus, dass die Zusatz-Apps als interessant angesehen wurden, jedoch zum maßgeblichen Verständnis des Films nicht nötig waren.

## Kritik
Die Kritik an APP war weitestgehend positiv.

## Auszeichnungen und Nominierungen
- 2013: Tallinn Black Nights Film Festival: Just Film Award für den besten jungen Film